# 安格林河
安格林河，位于中华人民共和国内蒙古自治区额尔古纳市境内，是激流河左岸支流，发源于额尔古纳市中部莫尔道嘎镇加疙瘩山北麓，蜿蜒向西再向北流至奇乾乡黄火地以南汇入激流河。河长91千米，流域面积1600平方千米。年均径流量4.16亿立方米。安格林河流域地处大兴安岭西北坡原始森林区，森林覆盖率67%，绝大部分尚未开放，仍保持原始生态。流域属于额尔古纳国家级自然保护区的一部分。